# Tauri (popolo)

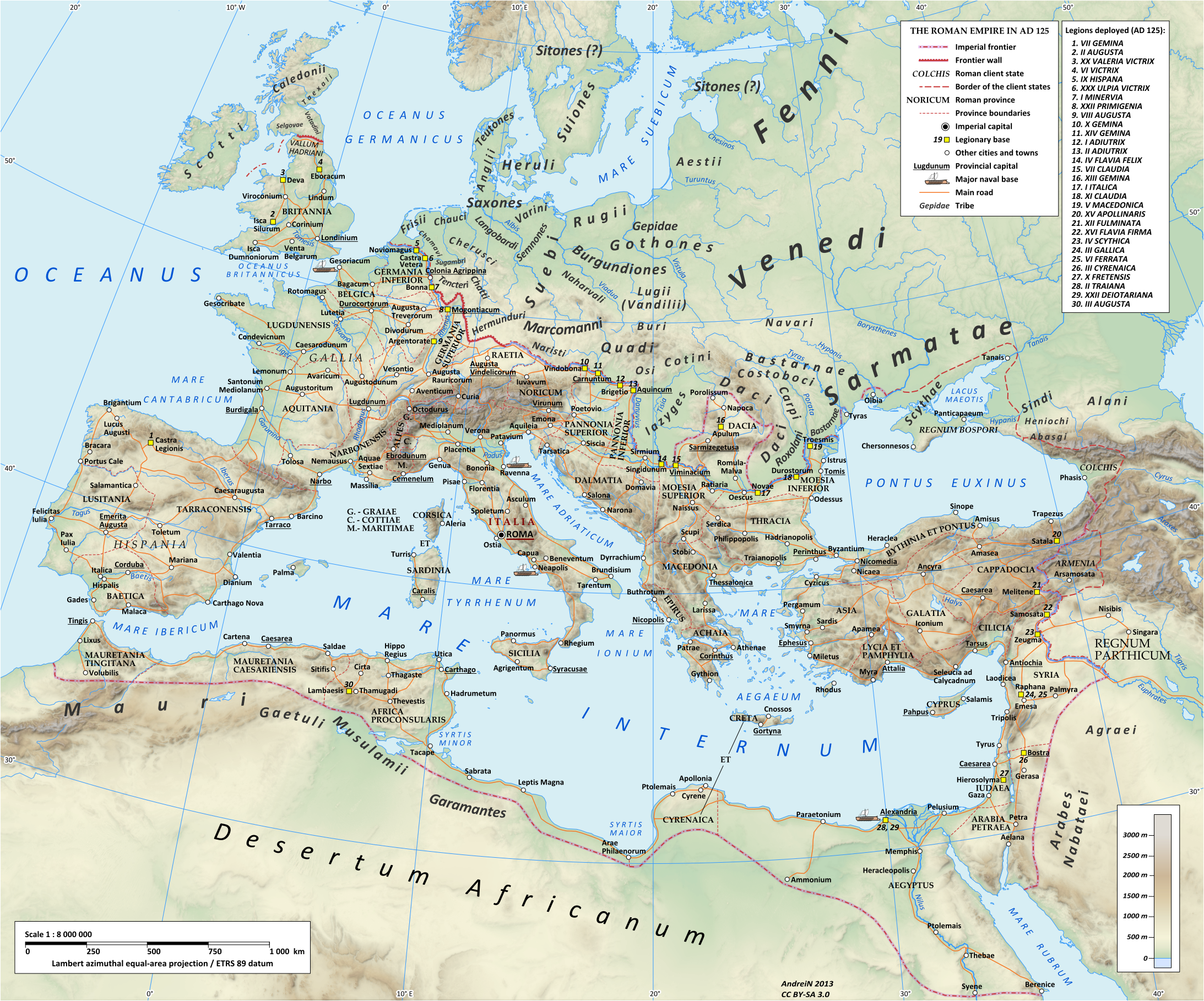
Mappa dell'Impero romano al tempo di Adriano (117-138), con indicato il luogo in cui abitavano i Tauri tramite l'eponimo Chersonnesos Taurike (penisola della Crimea)

I Tauri (dal greco antico Ταῦροι, appunto pronunciato "Tauri"), noti anche come Scizotauri, Tauri Scizi o Tauroscizi, furono un popolo insediato sulla costa meridionale della penisola della Crimea, che abitava i monti Crimei e la stretta striscia di terra compresa tra le montagne ed il Mar Nero. Diedero il nome alla penisola, nota in tempi antichi comeTauride.

## Storia
Si pensa che fossero un ramo dei Cimmeri, che gli Sciti espulsero dalla loro terra originaria spingedoli a nord nel VII secolo a.C. Esiste però una seconda versione, secondo la quale i Tauri sarebbero legati alle tribù Abcasi e Adighè, che al tempo abitavano regioni molto più ad ovest di quanto facciano ora.
Nel libro IV del Storie scritto da Erodoto, i Tauri vengono descritti come un popolo che viveva "esclusivamente di guerra e saccheggio". Divennero famosi per il loro culto di una dea vergine, a cui sacrificavano i Greci naufragati e catturati. I Greci identificarono la dea taurica con Artemis Tauropolos o con Ifigenia, figlia di Agamennone. L'usanza taurica del sacrificio umano ispirò le leggende greche di Ifigenia ed Oreste, raccontate nell'Ifigenia in Tauride da Euripide.
Secondo Erodoto, il modo in cui il sacrificio era compiuto consisteva nel colpire la testa con una clava e rimuovere la testa. A questo punto il corpo veniva sepolto o lanciato da una rupe, e la testa inchiodata ad una croce. Allo stesso modo, la testa veniva tagliata ai prigionieri di guerra, per poi essere infilzata su un palo e posta fuori casa, in modo che l'intera casa fosse sotto la sua protezione.
Nonostante la costa crimea sia stata alla fine dominata dalle colonie greche (ed in seguito romane), prima fra tutte quella di Chersonesos, i Tauri rimasero una minaccia per il dominio greco della regione. Si dedicarono alla pirateria contro le navi nel mar Nero, partendo dalla loro base di Symbolon (oggi Balaklava). Nel II secolo a.C. erano sudditi-alleati del re scita Scilurus.